# Melodi Grand Prix 1985
El XXV Melodi Grand Prix se celebró en el Château Neuf de Oslo el 30 de marzo de 1985, presentada por Rita Westvik. Participaron diez canciones y el ganador se eligió por cinco jurados regionales y un panel de expertos. En esta edición participó la tres veces representante de Noruega en Eurovisión Anita Skorgan.
El MGP 1985 lo ganaron Bobbysocks, de manera que Noruega fue representada por estos, con la canción La det swinge, en el Festival de la Canción de Eurovisión 1985, que se celebró en Gotemburgo, Suecia. Con esta canción Noruega ganó el festival por primera vez. Se admitió que la letra de "La det swinge" había sido escrita con la intención específica de evitar las combinaciones de consonantes del idioma noruego que se decía que sonaban duras en las canciones para los oídos de los no-escandinavos.
Bobbysocks! eran Elisabeth Andreassen y Hanne Krogh, las dos con experiencia en el festival de Eurovisión. Krogh, con 15 años, representó a Noruega en 1971, y Andreassen representó en 1982 a Suecia. Las dos volverían a representar a Noruega en el festival, Krogh en 1991 y Andreassen en 1994 y 1996.

## Resultados de la final
| N.º | Artista                     | Canción                     | Puntos | Posición |
| --- | --------------------------- | --------------------------- | ------ | -------- |
| 1   | Pastel                      | "Ring ring ring"            | 66     | 3        |
| 2   | Bjørn Eidsvåg               | "Gammel drøm"               | 44     | 7        |
| 3   | Zaz                         | "Oh-là-là"                  | 27     | 9        |
| 4   | Kai Eide                    | "Love, amour og kjærlighet" | 22     | 10       |
| 5   | Rolf Graf                   | "II & II"                   | 50     | 5        |
| 6   | Anita Skorgan               | "Karma"                     | 74     | 2        |
| 7   | Bobbysocks!                 | "La det swinge"             | 80     | 1        |
| 8   | Mia Gundersen & Olav Stedje | "Nattergal"                 | 56     | 4        |
| 9   | Hilde Heltberg              | "Livet har en sjanse"       | 49     | 6        |
| 10  | Silje Nergaard              | "Si det, si det"            | 36     | 8        |

## Noruega en Eurovisión 1985
La noche de la final Bobbysocks! actuaron decimoterceras, siguiendo a Italia y precediendo al Reino Unido. Las votaciones de 1985 fueron dispersas, ya que los puntos se repartieron por el marcador más extendidos de lo normal. Sin embargo, al acabar la votación "La det swinge" tenía 123 puntos, suficientes para ganar al segundo clasificado Alemania Occidental con un margen de 18 puntos, aunque en total fueron los ganadores que menos puntos han recibido desde la instauración del sistema de 58 puntos actual. "La det swinge" recibió una opinión dividida de los jurados de los países participantes, recibiendo 8 veces doce puntos de Austria, Bélgica, Dinamarca, Alemania Occidental, Irlanda, Israel, Suecia y el Reino Unido, mientras que los demás 10 países sólo le dieron un total de 27 puntos entre todos. Noruega dio sus doce puntos a Suecia.
Al terminar la votación, la presentadora sueca Lill Lindfors dijo "Debo decir que estoy honestamente muy feliz con esto, porque Noruega ha sido la última tantas veces que realmente merecía esto!". Esto provocó las risas de la audiencia.